# RNA-polymerase
RNA polymerase er et enzym, der katalyserer dannelsen af RNA ud fra en DNA-skabelon. RNA polymeraser findes i stort set alle levende celler samt visse virus, og består i alle tilfælde af flere polypeptider, der tilsammen udgør enzymet.

## Eukaryoter
I eukaryoter opdeles RNA polymeraser i følgende tre typer:
- RNA polymerase I, der danner rRNA
- RNA polymerase II, der danner mRNA og snRNA
- RNA polymerase III, der danner tRNA

## Prokaryoter
I prokaryote celler findes kun en enkelt RNA polymerase, der står for al transskription.

## Reaktionsmekanisme
RNA polymeraser katalyserer påsættelsen af nukleotider (enten ATP, CTP, GTP eller UTP) på den voksende RNA-streng, ved en reaktion, der skematisk kan fremstilles således:
(NMP)n + NTP → (NMP)n+1 + PPi
I RNA polymerasens aktive site sidder to metalioner (normalt magnesium), der holdes i position af tre af enzymets aspartat-aminosyrer. Den ene metalion binder den inderste fosfatgruppe på det næste nukleotid der skal tilføjes, hvilket gør det muligt for 3'-OH-gruppen på RNA-kæden at lave et nukleofilt angreb på nukleotidet, hvorved kæden forlænges. Den anden metalion koordinerer nukleotidets andre to fosfatgrupper, der efter reaktionen frigøres som pyrofosfat. Pyrofosfat hydrolyseres meget hurtigt i cellen, hvilket sikrer at reaktionen ikke kan løbe baglæns.